# Zorro, der Mann mit den zwei Gesichtern
Zorro, der Mann mit den zwei Gesichtern (Originaltitel: Il segno di Zorro) ist ein Abenteuerfilm, den Mario Caiano 1962 in internationaler Koproduktion inszenierte. Sean Flynn spielte die titelgebende Rolle in dem Werk, das am 27. März 1963 in Italien und am 21. November dieses Jahres in Kinos des deutschsprachigen Raumes anlief.

## Handlung
Nachdem er von seiner Mutter erfahren hat, dass sein totgeglaubter Vater lebt, reist der junge Don Ramón Martínez in Begleitung seines treuen Freundes José nach Mexiko, wohin jener vor zwanzig Jahren ins Exil ging. Als Ramón ankommt, erfährt er, dass sein Vater von General Gutiérrez, der die Gegend despotisch beherrscht, getötet wurde und dessen Anwesen wie die Silbermine in den Besitz des Generals überging. Da Gutiérrez mit allen Leuten der Gegend enteignend verfährt und seinen Oberst Martín sadistisch handeln lässt, schließt sich Ramón einer Widerstandsgruppe an, deren Ziel der Sturz des Diktators ist. Er maskiert sich als Zorro und ist mit seinen Aktionen so erfolgreich, dass sich Gutiérrez zur Flucht veranlasst sieht. Friede und Gerechtigkeit sind somit wiederhergestellt, und Ramón kann mit dem guten Namen seines Vaters dessen Besitz übernehmen.

## Kritik
Das Lexikon des internationalen Films sah einen „mäßig spannende(n) Abenteuerfilm, der anspruchslose Serienunterhaltung bietet.“ Christian Keßler hält den Film für einen der muntereren der ehemals sehr populären Mantel-und-Degen-Filme aus Italien.